# Jörg Hoffmann (triatleta)
Jörg Hoffmann es un deportista alemán que compitió para la RFA en triatlón. Ganó dos medallas de bronce en el Campeonato Europeo de Triatlón, en los años 1985 y 1986.

## Palmarés internacional
| Campeonato Europeo | Campeonato Europeo          | Campeonato Europeo | Campeonato Europeo |
| Año                | Lugar                       | Medalla            | Prueba             |
| ------------------ | --------------------------- | ------------------ | ------------------ |
| 1985               | Immenstadt (RFA)            | Medalla de bronce  | Individual         |
| 1986               | Milton Keynes (Reino Unido) | Medalla de bronce  | Individual         |